# Quetzal
|  | Per a altres significats, vegeu «Quetzal (moneda)». |

Els quetzals són uns ocells acolorits de la família Trogonidae que es troben a les regions tropicals d'Amèrica.
Encara que s'utilitza específicament per a referir-se al quetzal esplèndid, actualment també es fa servir per anomenar totes les espècies dels gèneres Pharomachrus i Euptilotis.
És una espècie autòctona mesoamericana, però alguns informes mostren que de tant en tant viatja i nidifica al sud-est d'Arizona i Nou Mèxic als Estats Units. De juny a octubre és l'època d'aparellament dels quetzals orelluts. Els quetzals són bastant grans (tots més de 32 cm), una mica més grans que altres espècies de Trogoniformes.

## Conservació
Els quetzals habiten normalment als boscos humits i la seva supervivència està amenaçada per les divisions d'aquesta ecoregió. Una altra amenaça important per a aquests animals és la caça furtiva. Com que les seves plomes encara es veuen com un artefacte, els caçadors furtius utilitzen la seva ploma com a comerç amb turistes estrangers i col·leccionistes de museus, però també s'utilitzen per a medicaments i rituals. La desforestació està eliminant el seu hàbitat natural fent que es traslladin a altres àrees. Se sap que els quetzals esplèndids es traslladen a zones més baixes elevades durant l'estiu, quan se sap que la precipitació augmenta, els seus patrons de moviment probablement estan correlacionats amb un excedent de fruits madurs de Lauràcies.

## Espècies
Gènere Pharomachrus:
- Quetzal crestat, Pharomachrus antisianus.[7]
- Quetzal capdaurat, Pharomachrus auriceps.[8]
- Quetzal fulgent, Pharomachrus fulgidus.[9]
- Quetzal esplèndid, Pharomachrus mocinno.[10]
- Quetzal paó, Pharomachrus pavoninus.[11]

Gènere Euptilotis:
- Quetzal orellut, Euptilotis neoxenus.[12]

L'Euptilotis neoxenus està relacionat amb Pharomachrus i algunes autoritats l'anomenen quetzal d'orelles, com l'American Ornithological Society, però d'altres el trogon orellut.

## Significat cultural
El mot quetzal fou originàriament usat per a denominar el quetzal esplèndid, Pharomachrus mocinno, el famós quetzal de cua llarga de l'Amèrica Central, que és el símbol nacional de Guatemala i dona nom també a la seva unitat monetària.
El quetzal va ser durant molt de temps molt important per als antics maies i asteques. Les seves plomes es consideraven articles de luxe per representar un alt estatus i sovint es veuen en els tocats dels emperadors i en altres elements de vestuari.